# Azana bulgarense
Azana bulgarense är en tvåvingeart som beskrevs av Coher 1995. Azana bulgarense ingår i släktet Azana och familjen svampmyggor.
Artens utbredningsområde är Bulgarien. Inga underarter finns listade i Catalogue of Life.